# Santigold
Den amerikanske sangerinde og producer Santi White står i spidsen for projektet Santigold, der tidligere gik under navnet Santogold. Debutalbummet Santogold udkom i maj 2008. 
Første udspil var singlen ”L.E.S. Artistes” der blev et hit på blandt andet P3.
Gæstekunstnere på nummeret var producer/ rapper Naeem Juwan (Spank Rock) og den professionelle snowboarder og musiker Trevor ”Trouble” Andrew.
Og listen over samarbejdspartnere på Santigold’s debutalbum stopper ikke her, for selvom der umiddelbart ikke er nogle officielle bandmedlemmer, udgør kernen i projektet Santigold selv og produceren John Hill aka Johnny Rodeo, og derudover har et hav af navne, bl.a. Diplo, Switch, Disco D, Sinden, FreqNasty og M.I.A., bidraget til albummets lyd.
Santigold er bare det seneste i rækken af Santi White’s projekter. Hun har tidligere været frontfigur i bandet Stiffed, haft job i pladebranchen og skrevet sange og produceret for navne som Ashlee Simpson, Res og Lilly Allen. Senest har hun desuden været gæstevokalist på Mark Ronson’s album ”Version”.